# 泽河
泽河，位于中国山东省平度市，是北胶莱河右岸人工河道，系1965～1966年开挖而成。泽河从白沙河街道曲坊村（原属香店街道）截取白沙河西北流，经同和、李园、田庄、新河等乡镇，最后于新河镇大苗家村北，平度市与莱州市交界处入北胶莱河。全长61公里，流域面积888平方公里。